# Distrito eleitoral de Minsk (eleição para a Assembleia Constituinte Russa, 1917)

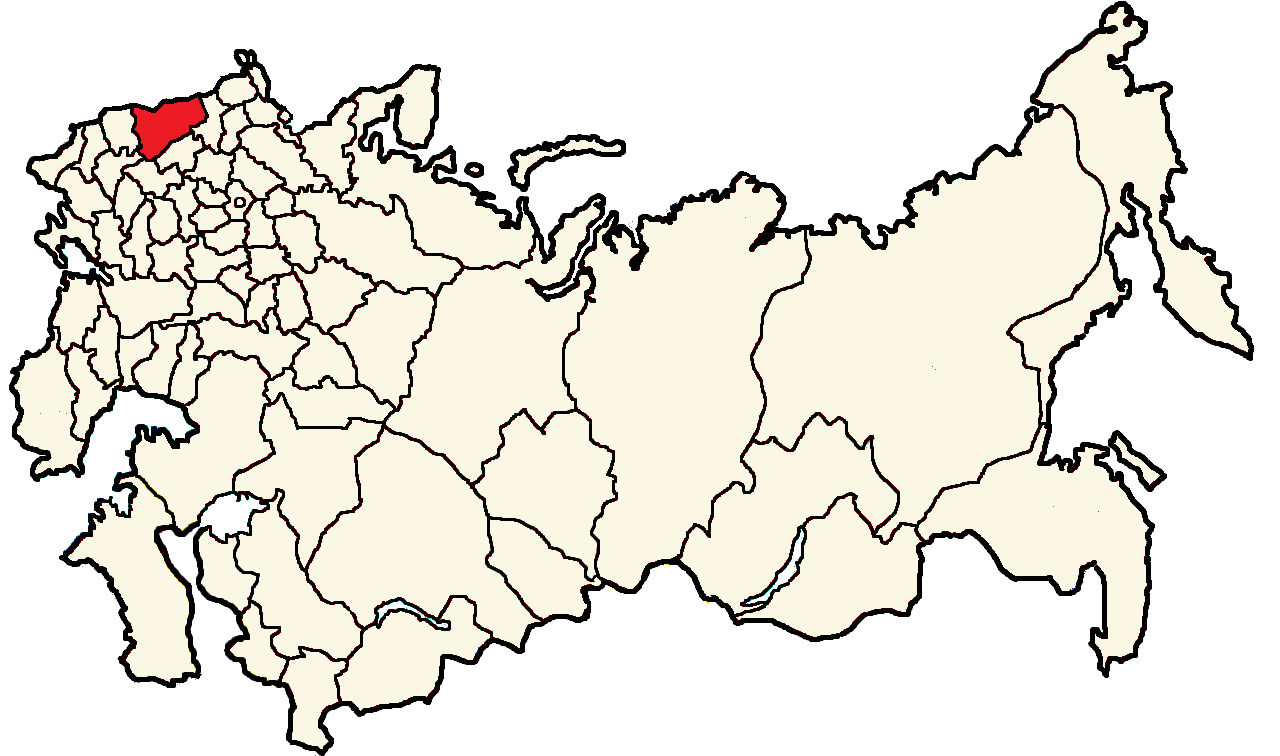
distrito de Minsk no mapa da União Soviética

O distrito eleitoral de Minsk ( em russo:  Минский избирательный округ   ) foi um eleitorado criado para a eleição da Assembleia Constituinte Russa de 1917.
O distrito eleitoral consistia na província de Minsk e nas partes da província de Vilna e da província de Kovno que não estavam sob ocupação alemã na época. Notavelmente, os soldados baseados na guarnição em Minsk votaram no distrito eleitoral da Frente Ocidental em vez do distrito eleitoral de Minsk.
O separatismo russo branco era uma força insignificante no distrito eleitoral. A imprensa conservadora relatou uma eleição tranquila e ordeira na província.
A lista mais votada na cidade de Minsk foi a do Comitê Eleitoral Nacional Judaico, que obteve 12.688 votos (35,5%), seguida pelos bolcheviques com 9.521 votos (26,7%), a lista polonesa com 4.242 votos (11,9%), Menchevique-Bund 2.870 votos (8%), cadetes 2.057 votos (5,8%), Poalei-Zion 1.463 votos (4,1%), democratas russos 1.446 votos (4,1%), SRs 977 votos (2,7%), United Jewish Socialist Labour Party 278 votos ( 0,8%), Gromada 160 votos (0,4%) e Latifundiários 49 eleitores.

## Resultados
De acordo com o historiador americano Oliver Henry Radkey, afirmou que sua contagem do resultado em Minsk foi praticamente completa, faltando apenas 3 dos 25 volosts em Mozyrsky Uyezd . Esses 3 volosts tiveram 16.755 eleitores elegíveis. De acordo com o historiador da União soviética LM Spirin, havia duas listas (Lista nº 4 - Kalinkavichy Soviete de Deputados Camponeses e Lista nº 7 - Unidade ) que foram registradas, mas não figuraram na contagem de votos.